# William Berger (actor)
William Berger (născut Wilhelm Thomas Berger; n. 20 iunie 1928, Innsbruck, Austria – d. 2 octombrie 1993, Los Angeles, California, SUA) cunoscut și sub numele de Bill Berger și Wilhelm Berger, a fost un actor american cunoscut pentru rolurile din numeroase westernuri spaghetti.

## Biografie

### Cariera
Fost coleg de cameră cu Keith Richards, Berger și-a început cariera pe Broadway, însă în timpul unei vizite în Italia, a fost ales să apară în filmul western - Break Up (1965). Au urmat alte lungmetraje western precum Faccia a faccia⁠(d) (1965), Vine și rândul tău⁠(d) (1968), Se incontri Sartana prega per la tua morte⁠(d) (1968), Sabata⁠(d) (1969) și Keoma (1975). De asemenea, a apărut în filmele de groază 5 bambole per la luna d'agosto⁠(d) (1970), Shark: Rosso nell'oceano⁠(d) (1984) și La lama nel corpo⁠(d) (1966).
Berger obișnuia să experimenteze cu diferite droguri, iar actorul Brett Halsey⁠(d) declara că uneori îi afecta munca. La începutul anilor 1970, acesta a fost condamnat la închisoare în Italia, fiind acuzat pe nedrept de posesie de hașiș și cocaină, însă și-a reluat cariera după eliberare. A continuat să apară în lungmetraje precum Super Fly T.N.T.⁠(d) (1974), Cuibul salamandrelor (1977), Hercules⁠(d) (1983) și The King's Whore⁠(d) (1990). Și-a publicat autobiografia - intitulată Half Way Home - în 1985.
Berger a apărut în șapte lungmetraje regizate de Jesus Franco⁠(d): The Sinister Eyes of Dr. Orloff, Night of the Killers, Faceless, Golden Temple Amazons, Love Letters of a Portuguese Nun, Dirty Game in Casablanca și A Captain of 15 Years.

### Viața personală
Pe parcursul vieții, Berger a fost căsătorit de cinci ori și a avut șase copii (cinci biologici și unul adoptiv).
A avut trei copii cu Marjorie Berger: Carin Berger (născută în 1952), Debra Berger⁠(d) (născută la 17 martie 1957) și Wendell Nelson Berger (născut la 28 decembrie 1972). După divorț, s-a căsătorit cu actrița Carolyn Lobravico. În timp ce Berger era ocupat în Italia cu filmările pentru La lama nel corpo, Carolyn a fost arestată pentru posesie de droguri. Diabetică, a murit în închisoare din cauza lipsei de insulină. Berger a fost acuzat la rândul său de deținere de droguri și a fost condamnat la închisoare până în martie 1971.
A treia căsătorie a fost cu cântăreața și actrița Hanja Kochansky⁠(d). Au avut împreună un copil - Kasimir Berger (născut la Londra pe 7 octombrie 1974). Berger a fost tatăl vitreg al actriței Katya Berger⁠(d), fiica lui Hanja Kochansky dintr-o relație anterioară. Actorul a jucat alături de fiul său, Kasimir, în miniseria de televiziune Christopher Columbus⁠(d) and Tuareg – The Desert Warrior⁠(d).
După divorțul său de Kochansky, s-a căsătorit cu Dörte Völz. Cei doi au avut un fiu pe nume Alexander Völz.
A cincea și ultima sa căsătorie a fost cu Linda Berger.
William Berger a murit pe 2 octombrie 1993 în Los Angeles, California de cancer de prostată. Regizorul Jesús Franco a fost puternic afectat de moartea sa și a abordat subiectul în diferite interviuri.

## Filmografie parțială
- Back Street (1961) - Airport Attendant (nemenționat)
- Von Ryan's Express (1965) - Man from the Gestapo (nemenționat)
- Break Up (1965) - Benny (segment "L'uomo dei 5 palloni") (nemenționat)
- Ringo's Big Night (1966) - Jack Balman / Ringo
- The Murder Clinic (1966) - Dr. Robert Vance
- Cisco (1966) - El Cisco
- A Bullet for the General (1967) - Bill 'Niño' Tate (versiune engleză, voce, nemenționat)
- Her Harem (1967) - Mario
- The Day the Fish Came Out (1967) - Man in Bed
- Face to Face (1967) - Charley 'Chas' A. Siringo
- Today We Kill, Tomorrow We Die! (1968) - Francis 'Colt' Moran
- Every Bastard a King (1968) - Roy Hemmings
- Il suo nome gridava vendetta (1968) - Sam Kellogg
- If You Meet Sartana Pray for Your Death (1968) - Lasky
- Beyond Control (1968) - Velte
- A Noose for Django (1969) - Everett 'Bible' Murdock
- Köpfchen in das Wasser, Schwänzchen in die Höh' (1969) - Grüner, Filmproduzent
- Sabata (1969) - Banjo
- Ombre roventi (1970) - Caleb
- La colomba non deve volare (1970)
- Five Dolls for an August Moon (1970) - Prof. Gerry Farrell
- Sartana in the Valley of Death (1970) - Lee Calloway aka Sartana
- They Call Him Cemetery (1971) - Duke
- My Dear Killer (1972) - Giorgio Canavese
- The Big Bust Out (1972) - Bob Shaw
- La vita in gioco (1972) - Andrea
- The Sinister Eyes of Dr. Orloff (1973) - Dr. Orloff
- Una colt in mano al diavolo (1973) - Isaac McCorney
- Il giustiziere di Dio (1973) - Padre Tony Lang
- Super Fly T.N.T. (1973) - Lefebre
- ...E il terzo giorno arrivò il corvo (1973) - The Crow
- Verflucht dies Amerika (1973) - Doc Holliday
- Fasthand (1973) - Machedo
- Man with the Golden Winchester (1973) - Mathias Boyd
- …altrimenti vi ammucchiamo (1973) - Angelo Biondo
- Un capitán de quince años (1974) - Negoro
- Three Tough Guys (1974) - Captain Ryan
- Situation (1974) - Ralf
- La noche de los asesinos (1974) - Baron Simon Tobias
- La merveilleuse visite (1974)
- Terminal (1974) - Rudolph Arnheim
- Parapsycho – Spectrum of Fear (1975) - Professor
- The Career of a Chambermaid (1976) - Franz
- Nick the Sting (1976) - Roizman
- Il colpaccio (1976)
- And Agnes Chose to Die (1976) - Clinto
- Keoma (1976) - William Shannon
- Oil! (1977) - Bill Mann
- Love Letters of a Portuguese Nun (1977) - Father Vicente
- California (1977) - Mr. Preston
- Per questa notte (1977)
- Wifemistress (1977) - Count Brandini
- Porco mondo (1978) - Senator Alberici
- Comincerà tutto un mattino: io donna tu donna (1978) - Luciano
- Die Totenschmecker (1979) - Felix
- I viaggiatori della sera (1979) - Cocky Fontana
- Holocaust parte seconda: i ricordi, i deliri, la vendetta (1980) - Col. Hans
- Day of the Cobra (1980) - Jack Goldsmith
- Ripacsok (1981)
- Bosco d'amore (1981)
- The Girl from Trieste (1982) - Charly
- Diamond Connection (1982) - Inspector
- Ironmaster (1983) - Mogo
- Hercules (1983) - King Minos
- Il momento dell'avventura (1983) - Doyle
- Hanna K. (1983) - German journalist
- El asesino llevaba medias negras (1984)
- Monster Shark (1984) - Prof. Donald West
- Tiger: Springtime in Vienna (1984) - Phillip Marboe
- Moving Targets (1984) - Broschat
- Christopher Columbus (1985, miniserie) - Francisco de Bobadilla
- The Adventures of Hercules (aka Hercules 2) (1985) - King Minos
- Dirty Game in Casablanca (1985) - Dean Baker
- Tex and the Lord of the Deep (1985) - Kit Carson
- The Berlin Affair (1985) - The Professor
- The Fifth Missile (1986, TV Movie) - Dr. Strickland
- Tarot (1986) - Mittler
- Les amazones du temple d'or (1986) - Uruck the Temple Guardian / Priest
- The Death of Empedocles (1987) - Kritias
- Control (1987) - Mr. Peterson
- Strike Commando (1987) - Maj. Harriman (versiune engleză, voce, nemenționat)
- Distant Lights (1987) - Dr. Montanari
- Django Strikes Again (1987) - Old Timer
- Hell Hunters (1988) - Karl
- The Brother from Space (1988) - Colonel Grant
- Alien Terminator (1988) - Alonso Quintero
- Il nido del ragno (1988) - Mysterious Man
- Dial Help (1988) - Prof. Irving Klein
- Bachi da seta (1988)
- Maya (1989) - Salomon Slivak
- I'm Dangerous Tonight (1990) - Penck
- Lex Minister (1990)
- The King's Whore (1990) - Le Comte Longhi
- Un amore sconosciuto (1991) - Piero
- Buck ai confini del cielo (1991) - Grandpa Thomas
- Berlin '39 (1993) - Ernest
- 18000 giorni fa (1993) - Rosenbaud (nemenționat)